# Tuc de Marimanha
Tuc de Marimanha är en bergstopp i Spanien.   Den ligger i provinsen Província de Lleida och regionen Katalonien, i den nordöstra delen av landet, 500 km nordost om huvudstaden Madrid. Toppen på Tuc de Marimanha är 2 652 meter över havet, eller 344 meter över den omgivande terrängen. Bredden vid basen är 9,5 km. Tuc de Marimanha ingår i Pyrenéerna.
Terrängen runt Tuc de Marimanha är bergig åt sydost, men åt nordväst är den kuperad. Trakten runt Tuc de Marimanha är nära nog obefolkad, med mindre än två invånare per kvadratkilometer. Närmaste större samhälle är Vielha, 17,7 km väster om Tuc de Marimanha. Trakten runt Tuc de Marimanha består i huvudsak av gräsmarker.